# Nowa Wieś Królewska (gmina)

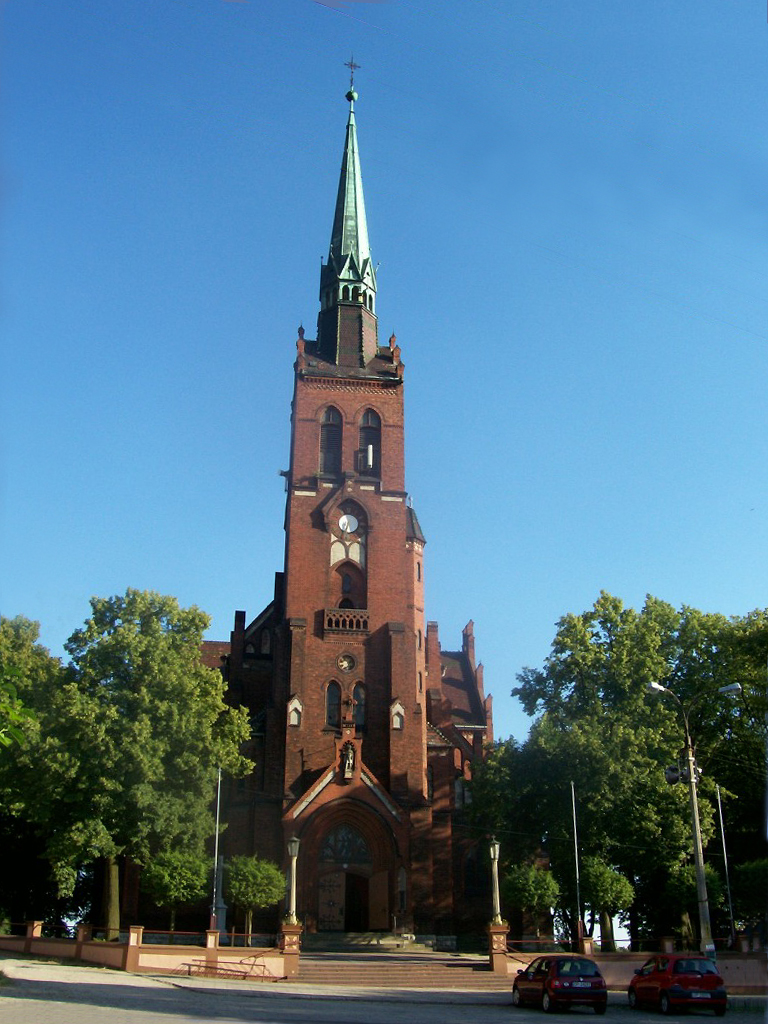
Kościół w Nowej Wsi Królewskiej

Nowa Wieś Królewska (pocz. Nowawieś Opolska) – dawna gmina wiejska istniejąca w latach 1945–1954 w woj. śląskim i woj. opolskim (dzisiejsze woj. opolskie). Siedzibą władz gminy była Nowa Wieś Królewska (od 1955 część Opola)
Gmina zbiorowa Nowa Wieś Królewska powstała po II wojnie światowej (w grudniu 1945) w powiecie opolskim na terenie tzw. Ziem Odzyskanych (tzw. I okręg administracyjny – Śląsk Opolski), powierzonym 18 marca 1945 administracji wojewody śląskiego, a z dniem 28 czerwca 1946 przyłączonym do woj. śląskiego (śląsko-dąbrowskiego). 
Według stanu z 1 stycznia 1946 gmina składała się z 2 gromad: Nowa Wieś Królewska i Grudzice. 6 lipca 1950 zmieniono nazwę woj. śląskiego na katowickie; równocześnie gmina Nowa Wieś Królewska wraz z całym powiatem opolskim weszła w skład nowo utworzonego woj. opolskiego.
Według stanu z 1 lipca 1952 gmina składała się z 2 gromad: Grudzice i Nowa Wieś Królewska. Gmina została zniesiona 29 września 1954 wraz z reformą wprowadzającą gromady w miejsce gmin. Jednostki nie przywrócono 1 stycznia 1973 wraz z kolejną reformą reaktywującą gminy.